# Agarosa

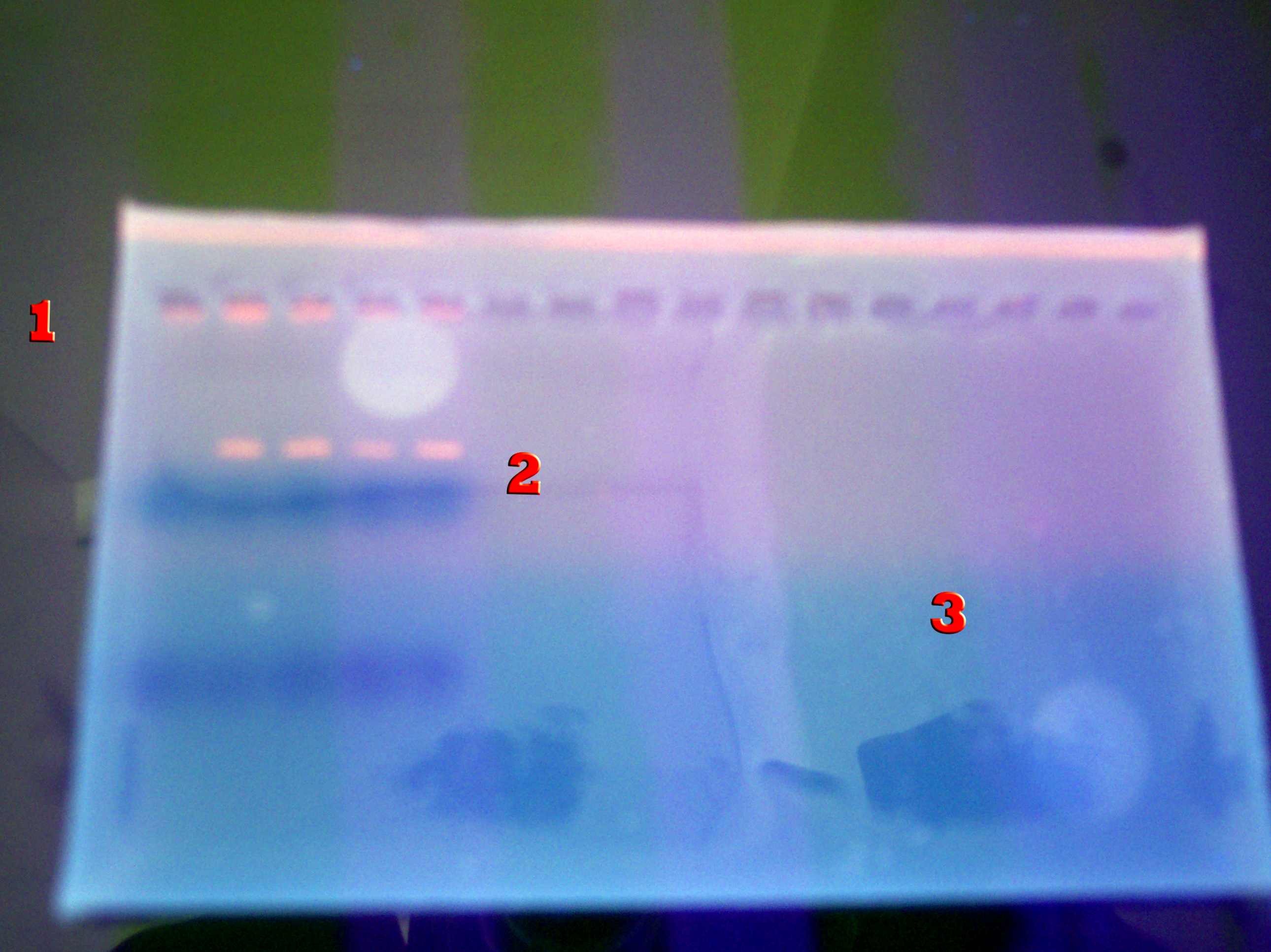
Gel d'agarosa sobre làmpada de llum ultraviolada.
1. Gerres de càrrega de la solució d'ADN.
2. Mostres d'ADN marcat radioactivament amb bromur d'etidi després d'una electroforesi (bandes rosa pàl·lid).
3. Gel/polímer solidificat d'agarosa.

L'agarosa és un polisacàrid format per galactosa alfa i beta que s'extreu de les algues dels gèneres Gellidium i Gracillaria.
És soluble en aigua a temperatures superiors als 65 °C, depenent del grau de substitucions hidroxietil de les seves cadenes laterals. Substitucions les quals, es poden modificar per provocar que la temperatura de gelificació variï entre els 17 i els 40 °C.
L'agarosa és un producte natural que forma una matriu inert i no tòxica que suposa una eina indispensable en gran quantitat de tècniques de laboratori de biologia molecular, bioquímica i biologia cel·lular. El seu ús més estès és per construir gels que permetin separar molècules d'ADN mitjançant electroforesi en gel d'agarosa. La podem trobar en altres mètodes: en la fixació de molècules a la seva estructura com anticossos, antígens i enzims, en la realització de cromatografies i inclús en tècniques immunològiques (immunodifusió, immunoassaig…). Per acabar, també s'utilitza per al cultiu cel·lular i microbiologia. Altres usos menys estesos són la utilització d'aquests gels com matrius en la reparació de teixits danyats.

## Estructura

Estructura polimèrica d'una agarosa.

L'Agarosa és un polímer lineal amb un pes molecular de vora 120,000. És un polisacàrid format per unitats repetitives de disacàrids d’agarabiosa. L’agarabiosa està formada per dues subunitats: la β-D-galactopiranosa i la 3,6-anhidro-α-L-galactopiranosa, les quals estan unides per enllaços α-(1 → 3) i β-(1 → 4), respectivament. La 3,6-anhidro-L-galactopiranosa és una L-galactosa amb un pont anhidre entre les posicions 3 i 6, encara que algunes L-galactoses units al polímer poden no contenir el pont. Algunes unitats D-galactosa i L-galactosa poden estar metilades, trobant-se piruvat i sulfat en menor proporció.